# Mivar
Mivar S.r.l. è un'azienda italiana di elettronica di consumo con sede ad Abbiategrasso.
Fondata nel 1945 a Milano con la denominazione di VAR, è diventata nel 1963 Mivar, acronimo di Milano Vichi Apparecchi Radiofonici, e marchio costituito dalle lettere Mivar in caratteri corsivi, ponendosi per un certo periodo quale leader di mercato a livello nazionale nell'industria dei televisori.
Con lo stesso nome ma con il significato dell'acronimo cambiato in Milano Vichi Arredamenti Razionali, ha successivamente esteso l'attività, per un breve periodo, al settore dell'arredamento.

## Storia

### Le origini: la VAR (1945-1963)

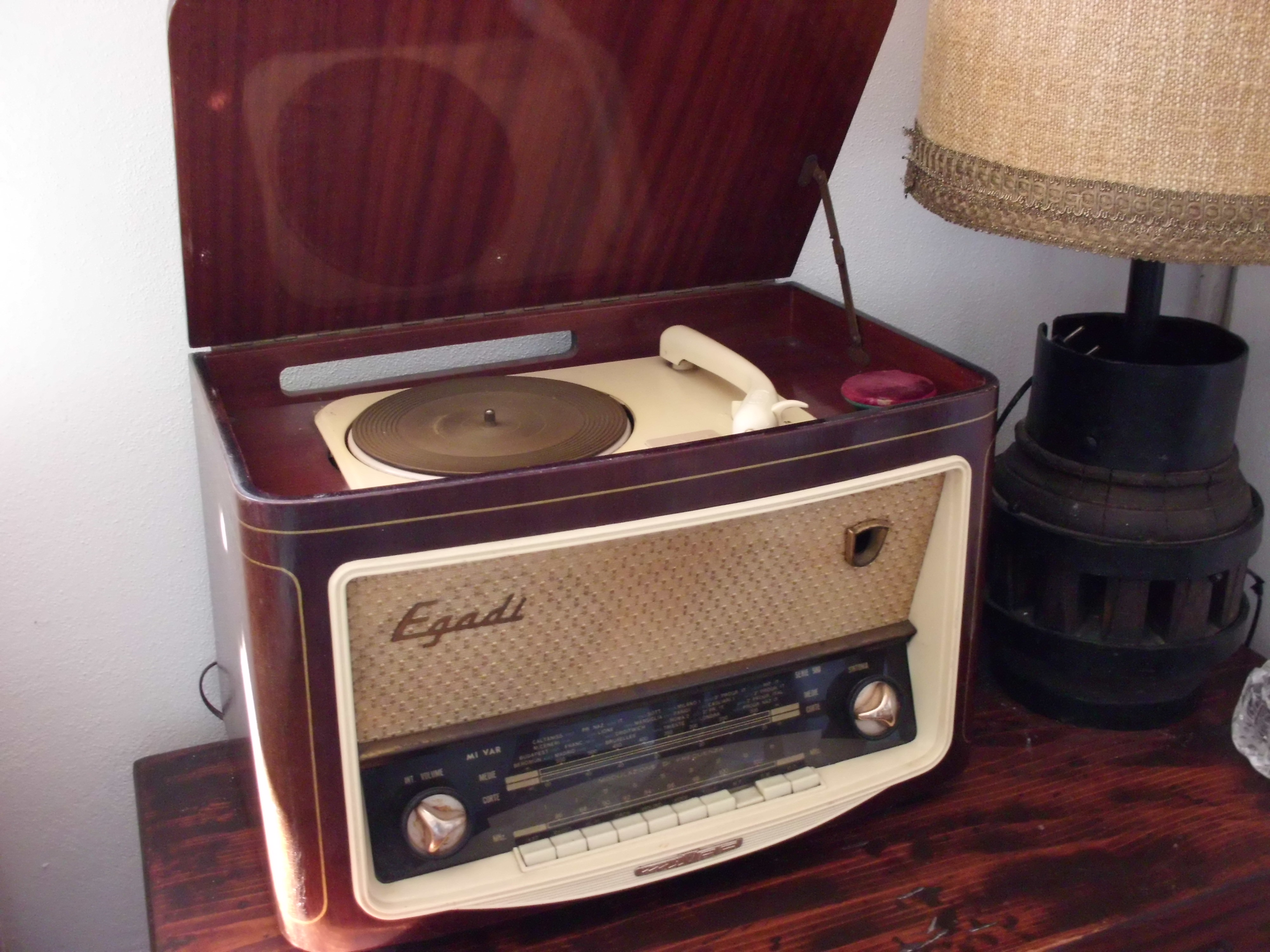
Radio-giradischi VAR Egadi del 1958

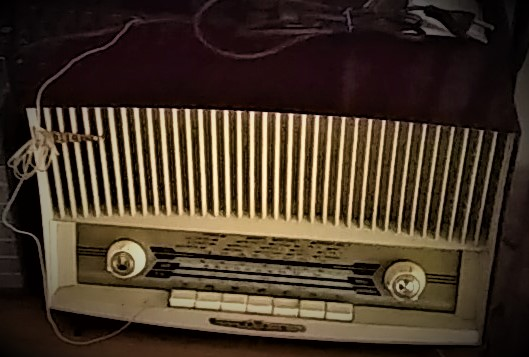
Radio Mivar Rodi del 1958-1960

Le origini dell'azienda risalgono alla fine della seconda guerra mondiale, quando Carlo Vichi, perito elettrotecnico originario del comune toscano di Montieri, dopo aver lavorato come operaio in alcune realtà del settore, il 1º ottobre 1945, avvia all'età di 22 anni una propria attività a Milano, la ditta Vichi Apparecchi Radio (VAR), il cui laboratorio, situato in via Tommei 5, nel quartiere Calvairate, si occupa della costruzione artigianale di radio a valvole come terzista per conto di altre società del settore, nonché della riparazione dei medesimi apparecchi. Nel 1950, la sede della VAR viene trasferita presso un altro laboratorio in via Curtatone, dove all'attività di assemblaggio delle radio viene affiancata la costruzione diretta dei componenti elettronici da montare.
Nel 1954 Vichi, assieme ad un altro socio, costituisce la società di fatto denominata Radio VAR di Vichi e Cesari, che due anni più tardi, nel 1956, costruisce e mette in commercio la sua prima radio con sistema di modulazione di frequenza, totalmente progettata e ingegnerizzata dalla ditta milanese. I locali di via Curtatone, insufficienti per ospitare la nuova produzione, vengono destinati alla sola produzione dei componenti, mentre l'attività di costruzione delle radio venne fatta in un seminterrato di via Strigelli. In breve tempo il numero dei dipendenti cresce, raggiungendo le 200 unità, così come la capacità produttiva, passata dai 100 pezzi mensili a circa mezzo milione l'anno, ed il fatturato, che passa dai circa 96 milioni di lire l'anno ai circa 360 milioni.
Nel 1958, gli uffici e le linee di produzione dell'azienda vengono trasferiti in un capannone in via Giordani 30, nel quartiere di Lorenteggio, periferia sudovest del capoluogo lombardo, giungendo ad impiegare fino a 400 dipendenti. In tale sede vengono prodotti, accanto ai normali apparecchi radiofonici da tavolo, dei modelli portatili e degli apparecchi dotati di giradischi con meccanica quasi sempre di fabbricazione Lesa. Tra i modelli della VAR più rappresentativi del periodo si ricordano le radio Capri, Cipro, Delo, Samar, Egadi e Rodi, ancor oggi apprezzate dai collezionisti espressamente per il loro design. Nel frattempo, la televisione diventa una realtà in Italia e alle industrie del settore elettronico si impone il raddoppio della produzione: la VAR incomincia a produrre televisori, che si caratterizzano per il basso costo e la semplicità costruttiva. Al 1960, il valore delle vendite della VAR raggiunge la cifra di 1 miliardo di lire.
L'11 luglio 1962 avviene la trasformazione in società in accomandita semplice con la ragione sociale Radio VAR di Vichi Carlo e C. S.a.s. e capitale sociale di lire 6 milioni.

### Da Milano ad Abbiategrasso: la Mivar - Milano Vichi Apparecchi Radiofonici. Dagli anni sessanta alla leadership nazionale (1963-2000)
La VAR, rispetto alle altre aziende italiane del settore, molte delle quali sorte nel medesimo periodo, si presenta di dimensioni modeste e ai margini del mercato, poiché le innovazioni tecnologiche di prodotto e di processo vengono attuate sempre in ritardo rispetto alle concorrenti e in forma imitativa. Nel 1963 viene inaugurato nel comune di Abbiategrasso il nuovo stabilimento, in via Dante 45, dove dal 1968 viene trasferita l'intera attività assumendo nuovo personale, fino ad arrivare a oltre 800 dipendenti. Nello stesso periodo, al marchio VAR viene anteposto "MI", sigla della città e della provincia di Milano, dando così origine a Mivar, e vengono costituite filiali e depositi in molte città italiane.
L'efficiente rete di assistenza al cliente, la buona qualità degli apparecchi prodotti, i prezzi concorrenziali e la riduzione al minimo delle spese pubblicitarie (pur considerando alcune campagne promozionali, come quelle che vedono come testimonial il celebre cantante Domenico Modugno) sono i fattori che consentono al marchio Mivar di conquistare gradualmente quote di mercato.
A partire dagli anni settanta, con il progressivo crollo della domanda di apparecchi radiofonici, unita all'ingresso nel mercato italiano della sempre più spietata concorrenza straniera, l'azienda meneghina inizia a indirizzare sempre più la sua attività nel settore dei televisori. Nonostante la vendita di alcuni particolari modelli di radio - tra cui la cubo R57 da contrapporre a Brionvega o decisamente tascabili come la R37 simile a una piccola macchina fotografica - la costruzione di apparecchi radiofonici viene interrotta nella prima metà degli anni ottanta, pur considerando un timido excursus aziendale nell'ottica Hi-Fi.
La Mivar, al contrario di altre imprese concorrenti, ha basato il suo successo non tanto sul rinnovare i propri prodotti e i processi produttivi utilizzati, ma sulla capacità di attuare politiche di mercato, in modo da cogliere le opportunità offerte dell'innovazione. L'azienda del signor Vichi, infatti, si è sempre adattata ai vari passaggi tecnologici che hanno caratterizzato il settore televisivo: la produzione di apparecchi a colori e l'introduzione della funzione televideo, dell'audio stereofonico e della possibilità di ascolto delle trasmissioni bi-lingua permettono a Mivar di crescere in modo esponenziale e di produrre utili. Il 12 dicembre 1984 la Radio VAR si fonde con la Mivar S.r.l. e la ragione sociale si modifica in Mivar di Vichi Carlo S.a.p.a, con il patron Vichi che assume il ruolo di amministratore unico.
In controtendenza rispetto alle altre aziende italiane del settore, precipitate in grave crisi e costrette, per poter proseguire le attività, a ricorrere all'erogazione di denaro pubblico dalla finanziaria pubblica REL, istituita nel 1984 dal Ministero dell'Industria, negli anni ottanta Mivar riesce a reggersi con le proprie risorse e diventa il secondo produttore nazionale dopo Sèleco, con una quota di mercato del 9,8% nel 1986. Le difficoltà per le aziende di elettronica che hanno impiegato gli aiuti dalla REL non cessano, mentre Mivar, sempre in controtendenza, continua a crescere: nel 1988, con una quota di mercato del 12%, i suoi televisori sono al secondo posto tra i più diffusi in Italia dopo quelli del colosso olandese Philips, gli apparecchi prodotti sono 300 000 a colori e 60 000 in bianco e nero ed il fatturato è di 176 miliardi di lire.
L'aggressiva concorrenza dei produttori di elettronica di consumo giapponesi e sudcoreani, arrivati in Europa tra la metà degli anni '80 e l'inizio degli anni '90 operando nella fascia più bassa del mercato, la stessa di Mivar, non ha alcun impatto sull'azienda lombarda, che nel 1993 conquista la leadership nazionale nelle vendite dei televisori, scavalcando Sèleco e Philips. Gli apparecchi venduti in quell'anno sono 600.000 e la forte crescita delle vendite riesce ad ammortizzare l'aggravio dei costi ed il calo degli utili dovuti all'importazione di componenti dall'Estremo Oriente e dalla Germania.
In questo periodo la Mivar inizia la vendita di apparecchi televisivi dotati della modalità PIP (“immagine nell'immagine”), disponibile a richiesta su televisori di maggior formato (uno dei modelli più popolari fu il 28 S1 Stereo PIP TVD), oltre a fornire grossi quantitativi di televisori a numerose emittenti ed aziende del settore radiotelevisivo italiano, tra cui gli operatori Rai e Mediaset, e a vendere, insieme ai televisori, dei carrelli porta televisore in plastica a scomparti, progettati internamente e da acquistare a parte e a discrezione del cliente, ad esempio per alloggiarvi apparecchi aggiuntivi da collegare alla TV, come videoregistratori VHS ed in seguito lettori DVD. La gamma dei prodotti Mivar di questo periodo è formata da due linee specifiche, quella dei televisori a piccolo schermo (14, 16 e 20 pollici) e quelli dei televisori a grande schermo (21, 25, 28 e 33 pollici).
Nel 1999, Mivar raggiunge la produzione record di 950.000 apparecchi e una ragguardevole quota di mercato del 35%, superando in alcuni casi le multinazionali dell'elettronica.

### Gli anni 2000: il passaggio alle nuove tecnologie ed il declino
Negli anni 2000 il settore degli apparecchi televisivi è caratterizzato da una profonda mutazione. L'avvento della globalizzazione dell'economia mondiale favorisce la delocalizzazione produttiva da parte delle multinazionali occidentali, giapponesi e sudcoreane, che, attratte dal minor costo del lavoro, spostano intere produzioni nei paesi dell'Europa dell'Est e in Cina. Sul piano tecnologico, poi, i televisori si evolvono con l'introduzione dello schermo piatto e, soprattutto, con il progressivo affiancamento e superamento del sistema a tubo catodico, fino ad allora unica tecnologia esistente per la visualizzazione di immagini, da parte della tecnologia al plasma e in seguito di quella LCD. A favorire l'affermazione di questi nuovi tipi di apparecchi è l'innovativo design, divenuto argomento fondamentale che ha superato per importanza l'affidabilità e la qualità.
L'affermazione dello schermo a matrice di pixel rappresenta per l'azienda abbiatense l'inizio del suo declino. La concorrenza sul mercato dei televisori dei produttori orientali degli anni novanta, che Mivar è stata capace di mitigare attraverso oculate scelte aziendali per quel che concerne il contenimento dei costi di produzione, nel decennio successivo si presenta ancora più aggressiva da parte dei produttori turchi e cinesi, favoriti essenzialmente dall'assenza di misure anti-dumping negli Stati dell'Unione europea e da bassissimi costi di produzione. I produttori turchi e cinesi hanno acquisito fin da subito padronanza della nuova tecnologia e, producendo come terzisti televisori CRT prima ed LCD poi per aziende europee, immettono sul mercato prodotti tecnologicamente aggiornati a prezzi altamente competitivi. Mivar viene inevitabilmente travolta da questa situazione e nel 2001 è costretta a ridurre la propria forza lavoro con la messa in cassa integrazione di 400 dei suoi dipendenti.
Nel 2004, nel tentativo di recuperare mercato, Mivar mette in commercio la prima linea di TV a cristalli liquidi, ritrovandosi a dover acquistare i componenti per tali prodotti da aziende concorrenti (ad esempio, per quanto riguarda i pannelli LCD, da AUO, LG e Samsung). Nel maggio 2006, nonostante si producano ancora circa 700 000 apparecchi all'anno, si ricorre nuovamente alla cassa integrazione a zero ore, che stavolta riguarda tutti i dipendenti.
Nel 2008 cessa definitivamente la produzione delle TV a tubo catodico e dall'inizio del 2009, con l'abbattimento dei costi dei pannelli LCD all'ingrosso, si mette anche in vendita una linea di televisori Full HD, con dimensioni dai 32 ai 42 pollici. Due anni più tardi, nel 2011, viene avviata la produzione di apparecchi con tecnologia LED, e il primo modello ad essere lanciato è un 32 pollici con circuito 100 Hz.

### Gli anni 2010: le ultime produzioni smart e la fine della produzione
Nel giugno 2013 Mivar presenta il suo primo modello di Smart TV, un apparecchio da 40 pollici con accesso a Internet su piattaforma Android e supporto a Google Play; denominato 40LED1 Smart TV, si tratta di una rielaborazione di un modello già a listino, la TV LCD Full HD 40LED1, che con l'aggiunta di hardware e di collegamenti ulteriori rende possibile il collegamento ad Internet sia tramite Wi-Fi che tramite cavo Ethernet. Il TV consente utilizzo delle applicazioni ed alla riproduzione di file multimediali di vario tipo e consente di interagire con il televisore collegandovi mouse e tastiere, anche wireless. Nonostante il prezzo competitivo per un apparecchio con caratteristiche del genere (circa 650 euro), complice la situazione di crisi, questo modello non riesce ad essere prodotto in adeguata serie.
Gli ultimi televisori Mivar ad uscire di produzione sono 6 modelli a LED (da 19', 22', 26', 32' ed il menzionato 40') con tecnologia HD ready o Full HD, retroilluminazione LED Edge e varie dotazioni hardware e software a seconda della versione (slot CI+ per i canali in HD a pagamento, ingressi HDMI, ingresso VGA, scart RGB, ingresso component, video composito, uscita audio stereo su RCA e uscita cuffie). Il lancio di questi nuovi prodotti, che rimangono in vendita fino ad esaurimento delle scorte, non riesce a risollevare le sorti di Mivar, in costante perdita. Quattro mesi più tardi, nell'ottobre 2013, Vichi annuncia l'interruzione dell'approvvigionamento di componenti e la conseguente cessazione totale della produzione di televisori.
I valori del fatturato e l'utile dell'azienda meneghina avevano del resto registrato un costante calo fin dal 2000, con costanti perdite nonostante riuscisse a vendere tutti i pezzi prodotti: lo stesso Carlo Vichi ha dichiarato di aver speso in totale 100 milioni di euro di fondi propri per ripianare le perdite e consentire alla sua azienda di ottenere bilanci formalmente in pareggio, poiché dal punto di vista industriale era praticamente decotta. L'ultimo dato disponibile sul fatturato è relativo al 2006, anno in cui esso si aggirava sui 40 milioni di euro.
Mivar, a differenza delle altre aziende italiane operanti nel medesimo settore, non ha mai esportato le sue produzioni all'estero e si è rivolta esclusivamente al mercato interno.

### L'assistenza tecnica post chiusura e la nuova fabbrica
Dopo la chiusura della fabbrica, dei 60 dipendenti dell'ultimo periodo ne rimangono in servizio circa 20, addetti alla sorveglianza dell'immobile di via Dante 45 ed all'assistenza tecnica ai clienti; in un reportage televisivo realizzato dalla trasmissione di Rai 3 I dieci comandamenti le maestranze hanno riferito infatti di continuare regolarmente a ricevere richieste di riparazione di apparecchi Mivar, anche dei modelli più datati. L'assistenza, almeno formalmente, ha continuato ad essere assicurata anche presso i concessionari territoriali, fino allo scoppio della pandemia di COVID-19.
Tra il 1990 e il 2001, approfittando dell'ottima situazione in cui si trovava in tale periodo, la Mivar aveva realizzato sempre ad Abbiategrasso un nuovo impianto produttivo, progettato e curato personalmente in tutte le sue fasi di costruzione da Carlo Vichi. Il nuovo polo è costato 100 miliardi di lire e sarebbe in grado di produrre teoricamente fino a 2 milioni di apparecchi all'anno, impiegando una forza lavoro di 1200 persone ed estendendosi su una superficie complessiva di 120000 m², di cui 60.000 adibiti a parco alberato e 30000 m² coperti su due piani, con aree di parcheggio, una grande mensa e un presidio medico. La fabbrica, complice la crisi già evidente all'inizio degli anni 2000 - da una quota di mercato del 35% nel 1999, la medesima si era ridotta ad appena l'8% nel 2006 - non è mai divenuta operativa; nel 2014 il proprietario offre, senza successo, di cederla gratuitamente a qualsiasi realtà del settore, ponendo come unico vincolo l'assunzione di personale locale. Nel 2017, con le stesse condizioni, Vichi rivolge lo stesso messaggio direttamente a Samsung, che non fornisce alcuna risposta.

### Lo sviluppo di prodotti per l'arredamento e la scomparsa del marchio
Dopo lo stop delle attività nel campo dell'elettronica, all'interno del vecchio stabilimento di Abbiategrasso è iniziata un'attività di progettazione (a cura sempre del patron Carlo Vichi) e fabbricazione di mobili, più precisamente di tavoli con sedie incorporate estraibili destinati ai luoghi pubblici, denominati in base alle sedute da S2 a S6; l'acronimo Mivar viene mantenuto cambiandone il significato, da Milano Vichi Apparecchi Radiofonici a Milano Vichi Arredamenti Razionali. Per alcuni anni questi vengono messi a listino e pubblicizzati sul sito della Mivar affiancando, per poi sostituire, i televisori ancora a magazzino; in seguito anche questa produzione viene interrotta, causando la totale scomparsa di qualsiasi genere di prodotto a marchio Mivar, ed anche il sito Internet aziendale cessa di essere attivo.
Il 20 settembre 2021 muore all'età di 98 anni Carlo Vichi, lasciando la moglie Anna Maria Fabbri (che morirà sei mesi dopo di lui, il 28 marzo 2022) ed i quattro figli Luisa, Valeria, Maria e Girolamo.

### La sinergia con Bolva Italia per il ritorno nell'ambito televisivo
Nel gennaio 2022, a quattro mesi dalla scomparsa del fondatore, è stata resa nota la notizia dell'avvio di una trattativa di collaborazione tra gli eredi della famiglia Vichi e Bolva Italia, società italo-cinese attiva da alcuni anni ad Abbiategrasso nel settore dei televisori, allo scopo di far riapparire il marchio Mivar nel mercato dell'elettronica di consumo, come annunciato alla stampa milanese dall'amministratore delegato di Bolva Italia Davide Marsella. Il primo obiettivo di questa iniziativa vuole essere la realizzazione di un centro assistenza congiunto Bolva-Mivar all'interno della struttura di via Dante 45. Dall'11 febbraio 2022 ritorna funzionante il sito internet Mivar, nel quale sono disponibili tutte le informazioni relative ai primi nuovi televisori marchiati Mivar, il cui assemblaggio avviene in Polonia con componentistica cinese, nella stessa fabbrica dove sono prodotti i televisori a marchio Bolva. Dalla stessa data i centri assistenza Bolva Italia assumono l'incarico di eseguire gli interventi di manutenzione dei nuovi apparecchi a marchio Mivar.
Attualmente la presidenza della società Mivar è stata assunta da Marco Eugenio Tacchella, genero di Carlo Vichi.
A partire da fine 2024 il sito internet di Mivar è nuovamente e definitivamente disattivato.